# Aussichtsturm Kirchberg

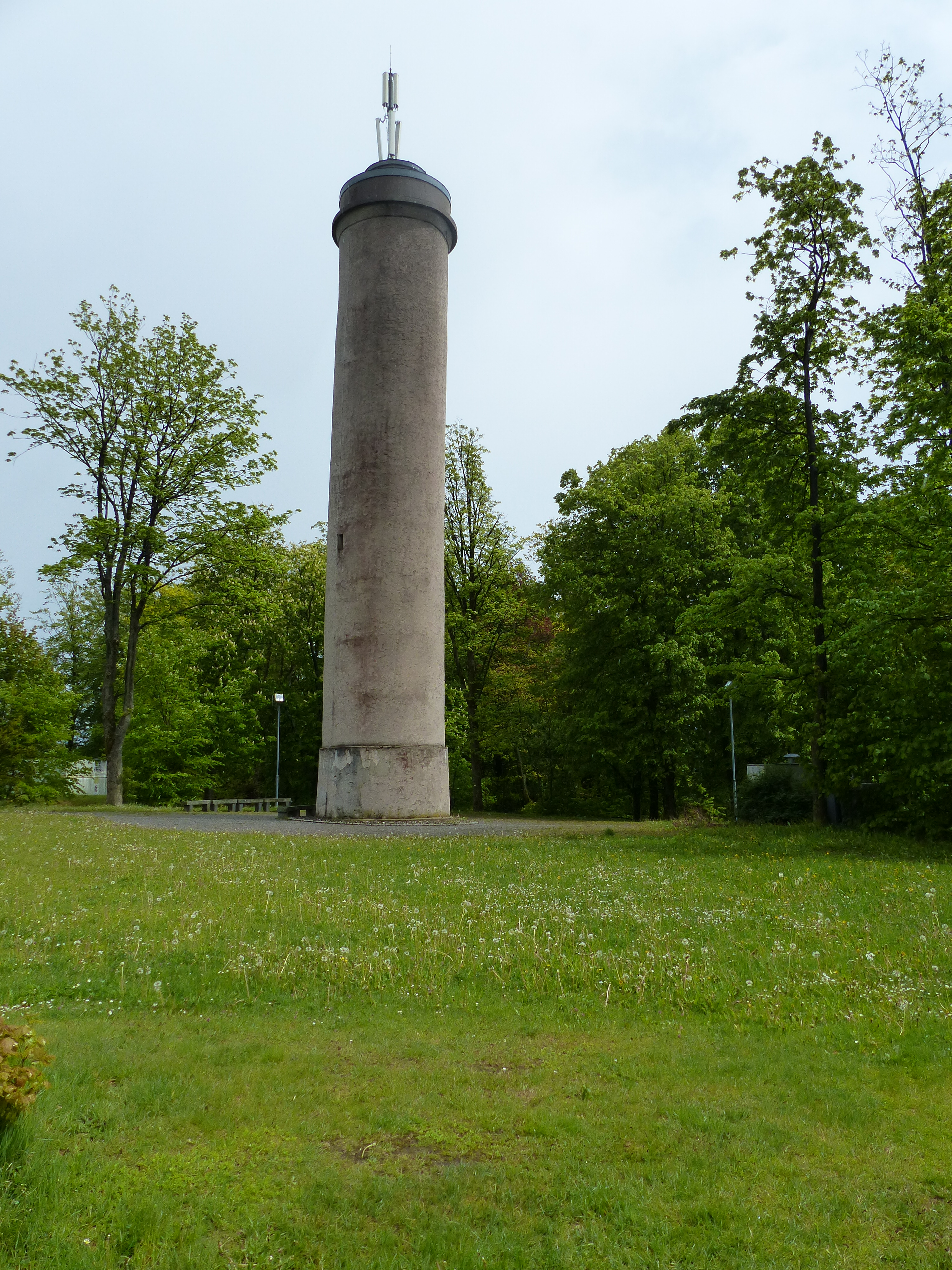
Ansicht des Aussichtsturms

Der Aussichtsturm Kirchberg (678 m ü. NHN) ist ein Aussichtsturm auf dem Kirchberg in der oberfränkischen Stadt Helmbrechts.
Der Turm steht auf dem größtenteils bewaldeten Kirchberg am nördlichen Rand des Stadtgebietes. An der gleichen Stelle stand früher ein Wartturm. Markgraf Friedrich erließ 1498 eine Wartordnung, um sein Markgraftum Brandenburg-Kulmbach zu schützen. Das ausgefeilte Beobachtungs- und Signalisierungssystem mit Wachposten in allen Teilen des Fürstentums diente der Vorwarnung bei Angriffen, sowohl bei Fehden als auch in Kriegszeiten. Der Wartturm auf dem Kirchberg war Teil dieses spätmittelalterlichen Verteidigungssystems.
Der heutige Aussichtsturm wurde 1895 vom Verschönerungsverein Helmbrechts erbaut, 1940 aufgestockt und 1994 saniert. Er hat eine Höhe von 22 Metern. Der Turm ist begehbar, der Schlüssel ist im Bürgerbüro des Rathauses oder bei der Tierarzt-Praxis Sebert erhältlich.